# 井上元兼
井上元兼（日语：いのうえ もとかね，1486年—1550年8月25日）是日本戰國時代的武將，是毛利氏的家臣。安藝國天神山城城主。

## 生平
井上元兼是安藝豪族井上光兼之子，在毛利家中負責財政事務，擁有很大的權力，在毛利元就與相合元綱為家督繼承權競爭時，井上元兼與一族井上就在、井上元盛、井上元貞、井上元吉等人都表態支持元就，成為他順利上位的重要力量。
但自認有擁立之功的井上一族卻日漸驕橫，因此在毛利元就權位穩固後，也擔憂其勢力過於龐大，因而在1550年（天文19年）悍然決定剷除井上一族，井上元兼首當其衝被殺害，一族裡僅有元兼之父井上光兼因年老被赦，四叔父井上光俊始終忠於毛利元就而無恙，其餘人等全遭肅清。